# الحوارتة (السحيم)
الحوارتة هو دُوَّار يقع بجماعة مساعدة، إقليم سيدي سليمان، جهة الرباط سلا القنيطرة في المملكة المغربية. ينتمي الدوّار لمشيخة السحيم التي تضم 20 دواوير. يقدر عدد سكانه بـ 343 نسمة حسب الإحصاء الرسمي للسكان والسكنى لسنة 2004.

## روابط خارجية
- البوابة الوطنية للجماعات الترابية
- المندوبية السامية للتخطيط